# Ying Toijer-Nilsson
Ying-Ying Hillevi Toijer-Nilsson 13 augusti 1924 i Jigongshan i Kina, död 7 juli 2012 i Vällingby, var en svensk litteraturvetare och kulturjournalist. Hon inriktade sig på saga, fantasy och barnböcker och var en av de ledande barnboksforskarna.

Toijer-Nilsson blev filosofie magister 1948 och filosofie licentiat 1952 samt filosofie hedersdoktor vid Stockholms universitet 1993. Hon var redaktör för tidskriften Hertha 1963–1977 samt frilansande författare och kulturskribent i bland annat Svenska Dagbladet och Vår Lösen. Hon var styrelseledamot i Sveriges författarfond 1975–1985 och i Kulturrådets grupp för stöd åt barnlitteratur 1980–1985. Toijer-Nilsson var också sekreterare i Selma Lagerlöf-sällskapet.

## Familj
Toijer-Nilsson föddes som dotter till skolmannen Daniel Toijer, då rektor för Svenska skolan i Kina, och hans maka Maia Toijer samt ingick 1951 äktenskap med arkivarien Nils Nilsson. De fick barnen Dag (född 1953, chefredaktör för tidningen "Automation") och Gudmund Toijer. 
Ying Toijer-Nilsson är begravd på Bromma kyrkogård.

## Utgivning
- 1955 – Naturens förbannelse
- 1972 – Litteratur om barnböcker
- 1973 – Döden är för personlig för att vara privat
- 1976 – Tro och otro i modern barnlitteratur
- 1976 – Kristendomen
- 1977 – Roller
- 1978 – Berättelser för fria barn: Könsroller i barnboken
- 1981 – Fantastiska berättelser
- 1981 – Fantasins underland. Myt och idé i den fantastiska berättelsen
- 1982 – Fred
- 1982 – Selma Lagerlöf
- 1983 – 66 svenskspråkiga barnboksförfattare
- 1987 – Minnet av det förflutna: motiv i den moderna historiska ungdomsromanen
- 1988 – Tjejer, visst finns de
- 1988 – Om katter för kattfantaster
- 1988 – Selma Lagerlöf och värmländsk folktro
- 1989 – 77 svenskspråkiga barnboksförfattare
- 1990 – Minnet av igår
- 1992 – Du lär mig att bli fri. Selma Lagerlöf skriver till Sophie Elkan
- 1994 – Om flickor för flickor: Den svenska flickboken' (Red. tillsammans med Boel Westin)
- 1996 – Jeanna Oterdahl: Liv och verk
- 2000 – Skuggornas förtrogna: Om Maria Gripe
- 2006 – En riktig författarhustru (Selma Lagerlöfs brev till Valborg Olander)

## Priser och utmärkelser
- 1982 – Gulliverpriset
- 1993 – Hedersdoktor vid Stockholms universitet[6]
- 1994 – Lotten von Kraemers pris